# Aly Arriola
Aly Christofer Arriola Flores (Valle de Ángeles, Honduras, 22 de septiembre de 1989) es un futbolista hondureño. Juega de delantero y su equipo actual es la Universidad Pedagógica de la Liga Nacional de Honduras.

## Trayectoria

### Motagua
Debutó con el azul profundo el 31 de octubre de 2010, durante un superclásico contra Olimpia que finalizó con derrota de 2-1. Arriola anotó el gol de su equipo. En 2011, formó parte del equipo que se consagró campeón del fútbol hondureño y que clasificó a la Liga de Campeones de la Concacaf 2011-12, competición en la que jugó ante Municipal y Los Angeles Galaxy.

### Deportes Savio
En 2012 se desvinculó de Motagua y con el pase en su poder fichó por Deportes Savio, donde jugó 5 campeonatos. Con los totoposteros, en total disputó 69 juegos y anotó 9 goles.

### Honduras Progreso
El 19 de julio de 2014, el Honduras Progreso, club recién ascendido en ese entonces, confirmó su fichaje luego de un sucesivo paso con su club anterior. Con los progreseños conquistó su segundo título nacional, durante el Apertura 2015 y ante Motagua, club donde se formó como futbolista.

### Municipal Limeño
El 10 de enero de 2017, fichó con el Municipal Limeño de la Primera División de El Salvador. Su paso en el fútbol salvadoreño dejó 2 anotaciones en 16 partidos. 

### Universidad Pedagógica
El 26 de julio de 2019, Salomón Nazar, director técnico de la Universidad Pedagógica, confirmó su incorporación al cuadro estudiantil de cara al Apertura 2019. Al día siguiente, debutó oficialmente contra Vida, en el empate de 1-1 válido por la primera jornada del Apertura.

## Clubes
| Club                   | País        | Año       | PJ  | Goles |
| ---------------------- | ----------- | --------- | --- | ----- |
| Motagua                | Honduras    | 2010-2011 | 20  | 1     |
| Deportes Savio         | Honduras    | 2012-2014 | 69  | 9     |
| Honduras Progreso      | Honduras    | 2014-2016 | 26  | 3     |
| Lepaera                | Honduras    | 2016      | N/D | N/D   |
| Municipal Limeño       | El Salvador | 2017      | 16  | 2     |
| Deportes Savio         | Honduras    | 2018      | N/D | N/D   |
| Santos                 | Honduras    | 2019      | N/D | N/D   |
| Universidad Pedagógica | Honduras    | 2019-     | 11  | 0     |

## Palmarés

### Campeonatos nacionales
| Título          | Club              | País     | Año  |
| --------------- | ----------------- | -------- | ---- |
| Torneo Clausura | Motagua           | Honduras | 2011 |
| Torneo Apertura | Honduras Progreso | Honduras | 2015 |